# شهرستان شومسک
شهرستان شومسک (به لاتین: Shumsk Raion) یک شهرستان در اوکراین است که در استان ترنوپیل واقع شده‌است. شهرستان شومسک ۰٬۸۳۸ کیلومتر مربع مساحت و ۳۶٬۵۱۱ نفر جمعیت دارد.